# پل هندوان - اهواز
پل هندوان، پلی تاریخی و آجری بود که در شمال‌شرق اهواز و بر روی رودخانه‌ای فصلی به نام «شاهجرد» قرار داشت. این پل که اکنون از بین رفته، غرب و شرق اهواز را به هم پیوند می‌داد.
در متن‌های تاریخی، به وجود پلی به نام «پل هندوان» در سدهٔ چهارم خورشیدی اشاره شده است، اما اطلاعات دقیق و مستندی دربارهٔ آن در منابع باستان‌شناسی در دسترس نیست. نام این پل برگرفته از روستای هندوان در اطراف آن بوده است.
لازم به ذکر است که پل هندوان اهواز با پل هندوان شوشتر دو سازهٔ متفاوت هستند که تنها شباهت اسمی دارند!

## تاریخچه
در پی سقوط ساسانیان و مرگ یزدگرد سوم در سال ۶۴۱ میلادی، شهر اهواز نیز به‌دست مسلمانان افتاد. در جریان این فتح، بخش‌های اعیانی و اشرافی شهر تخریب و بخش بازار باقی ماند.
در دوران یعقوب لیث صفاری، اهواز به تصرف او درآمد، اما پس از شکست از خلیفه عباسی معتمد، یعقوب به بیماری دچار شد و در شهر گندی‌شاپور درگذشت.
در سده‌های بعد، فشارهای مالیاتی خلفای اموی و عباسی باعث شورش‌ها و پیدایش حکومت‌های مستقل شد. یکی از این حکومت‌ها، آل بویه بود که با گسترش قلمرو خود در ایران ازجمله خوزستان، موجب رونق مجدد این ناحیه شدند. عضدالدوله دیلمی، پادشاه آل بویه، به آبادانی و ساخت بناهای عمومی در شهرها پرداخت.
بر پایه گفته‌های شمس‌الدین مقدسی، در همین دوران، پل هندوان به دستور پناه‌خسرو بازسازی و مرمت شد. پل آجری قبلی که تخریب شده بود، دوباره ساخته شد و مسجدی نیز در کنار آن، بر بالای رودخانه بنا گردید.

## شهرسازی و نقش پل
در دوران آل بویه، اهواز به رونق اقتصادی و کشاورزی گسترده‌ای رسید و مقدسی آن را «انبارهٔ بصره» نامیده است. در این دوره، محلهٔ شرقی شهر نیز بازسازی شد و از طریق پل رجیل و یک جزیره در وسط کارون به محلهٔ ناصری پیوند زده شد.
به گفتهٔ یاقوت حموی، حمزه اصفهانی و مقدسی، اهواز قدیم به‌وسیلهٔ رود شاهجرد به دو بخش بزرگ تقسیم می‌شد:
- محله غربی که میان رود کارون و نهر شاهجرد قرار داشت و به «جزیره» معروف بود.
- محله شرقی که در دامنهٔ کوه بنا شده و بازار و مسجد جامع در آن قرار داشت و به «شهر» یا «مدینه» شهرت داشت.[۱]

## کانال شاهجرد
شاهجرد، رودخانه‌ای فصلی و جداشده از کارون در بالادست سد اهواز بود. این رود از سمت شمال به‌سوی محله‌ای که امروزه به «شکاره» معروف است، جریان می‌یافت. پل هندوان بر روی این رود ساخته شده بود و نقش پیونددهنده دو محله شرقی و غربی اهواز را ایفا می‌کرد.
نام «اوباره» یا «آب‌باره» که امروزه برای محلی در جنوب خیابان ۳۰ متری اهواز استفاده می‌شود، به معنی محل عبور آب است و یادآور همین جویبار تاریخی شاهجرد است.